# 青森農業協同組合
青森農業協同組合（あおもりのうぎょうきょうどうくみあい、通称JA青森）は、青森県青森市に本店を置く農業協同組合。

## 沿革
- 2008年12月1日 - あすなろ・新あおもり・東つがる・浪岡の4農協が新設合併し、青森農業協同組合が発足。統一金融機関コードは旧：JAあすなろの『3373』を継承。
- 2009年7月18日 - 青森県信用農業協同組合連合会より信用事業の一部を譲受。[1]

## 店舗
出典：

### 青森市
- 本店（旧：JAあすなろ油川支店） - 羽白富田190-4
- あすなろ支店（旧：JAあすなろ本店） - 石江江渡59-13
- 北支店（旧：JAあすなろ奥内支店） - 奥内宮田483-1
- 大野支店（旧：JAあすなろ大野支店） - 東大野二丁目1-15青森県農業会館内（旧・大野若宮57）
- 東支店（旧：JA新あおもり本店） - 平新田池上11-14
- 中央南支店（旧：JA新あおもり南支店） - 筒井一丁目5-10
- 中央経済店 - 高田川瀬192-1
- 後潟経済店 - 六枚橋磯打37
- 浪岡支店（旧：JA浪岡本所） - 浪岡浪岡字細田87
- 北中野購買店 - 浪岡北中野字天王60-2
- 野沢購買店 - 浪岡樽沢字村元335-6

### 東津軽郡
- 平内支店（旧：JA新あおもり平内支店） - 平内町小湊愛宕7-1
- 蟹田支店（旧：JA東つがる本店） - 外ヶ浜町蟹田111
- 今別支店（旧：JA東つがる今別支店） - 今別町今別中沢23-25
- 蓬田支店（旧：JA東つがる蓬田支店） - 蓬田村大字阿弥陀川字汐干52－1